# Bon Echo
Bon Echo je park v Ontariu v Kanadě. Nachází se 6 kilometrů severně od vesnice Cloyne. Park obsahuje několik jezer včetně části jezera Mazinaw, které je druhé nejhlubší jezero v Ontariu. Na jihovýchodním břehu jezera stojí Mazinaw Rock.